# Telstar 12
Telstar 12 – satelita telekomunikacyjny wyniesiony na orbitę 19 października 1999 pod nazwą Orion 2.
Znajduje się na orbicie geostacjonarnej (nad równikiem), na 15,0 stopniu długości geograficznej zachodniej. Satelita należy do operatora Telesat, cztery transpondery są jednak dzierżawione przez Eutelsat.
Satelita Telstar 12 nadaje sygnał stacji telewizyjnych i radiowych oraz dane (dostęp do Internetu) do odbiorców w Europie, Afryce Północnej oraz Południowej, częściowo na Bliskim Wschodzie, również na Kaukazie w Kazachstanie oraz we wschodniej części Ameryki Północnej oraz w Ameryce Południowej (druga wiązka).
Na satelicie Telstar 12 nadawane są niektóre kanały kodowane w języku polskim z paczki kanałów Digital Media Centre: Extreme Sports Channel, Zone Reality, Club TV, The History Channel, National Geographic Channel Wild i JimJam Polska (wersja nie z Polsatu).
W 2016 satelita został zastąpiony na pozycji 15°W przez satelitę Telstar 12 Vantage.

## Niektóre programy niekodowane nadawane z tego satelity
Z Telstara 12 jako niekodowane jest nadawanych kilkanaście programów TV i stacji radiowych.
- w języku angielskim:
  - CNBC Europe,
  - The 700Club TV / CBN (19-21),
- w języku arabskim:
  - Persian TV,
- w języku azerskim:
  - GünAz TV,
- w języku chińskim:
  - Da-Ai 2,
  - Hwazan Satellite TV,
  - MAC TV,
- w języku perskim:
  - AFN TV,
  - Pars TV,
  - Rang-A-Rang TV,
  - Simaye Azadi Iran National TV,
  - VoA TV Persian (Voice of America),
  - Your TV,
- pozostałe:
  - Aafes TV (info card),
  - Aghapy TV,
  - BYU TV,
  - kilkanaście niekodowanych stacji radiowych.